# Reactor nuclear avançat refrigerat per gas

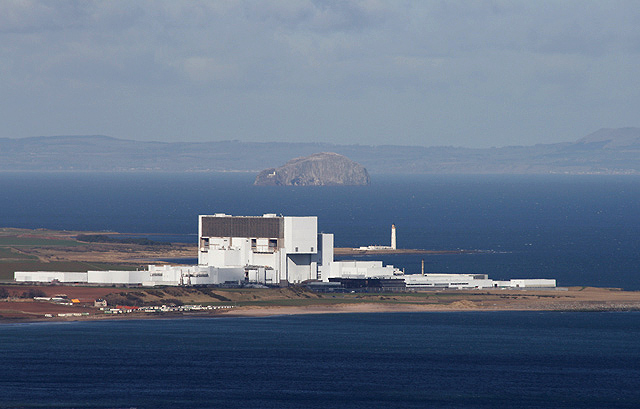
Central elèctrica AGR a Torness

L'Advanced Gas-Cooled Reactor (AGR) és un tipus de reactor nuclear dissenyat i operat al Regne Unit. Es tracta de la segona generació de reactors britànics refrigerats per gas, que utilitzen grafit com a moderador de neutrons i diòxid de carboni com a refrigerant. Han estat la columna vertebral de la flota de generació d'energia nuclear del Regne Unit des dels anys vuitanta.
L'AGR es va desenvolupar a partir del reactor Magnox, el disseny del reactor de primera generació del Regne Unit. El primer disseny de Magnox s'havia optimitzat per generar plutoni, i per aquest motiu tenia unes característiques que no eren les més econòmiques per a la generació d'energia. El principal d'aquests era el requisit de funcionar amb urani natural, que requeria un refrigerant amb una secció transversal baixa de neutrons, en aquest cas diòxid de carboni, i un moderador de neutrons eficient, el grafit. El disseny de Magnox també va tenir temperatures de gas relativament fredes en comparació amb altres dissenys de producció d'energia, cosa que va donar lloc a condicions de vapor menys eficients.
El disseny AGR va conservar el moderador de grafit i el refrigerant de diòxid de carboni del Magnox, però va augmentar la temperatura de funcionament del gas de refrigeració per millorar les condicions del vapor. Aquests es van fer idèntics als d'una central de carbó, permetent utilitzar el mateix disseny de turbines i equips de generació. Durant les etapes inicials de disseny es va trobar necessari canviar el revestiment del combustible de beril·li a acer inoxidable. Tanmateix, l'acer té una secció transversal de neutrons més alta i aquest canvi va requerir l'ús de combustible d'urani enriquit per compensar. Aquest canvi va donar lloc a un consum més gran de 18.000 MW t -dia per tona de combustible, la qual cosa va permetre un reabastament menys freqüent.
1. Charge tubes
2. Control rods
3. Graphite moderator
4. Fuel assemblies
5. Concrete pressure vessel and radiation shielding
6. Gas circulator
7. Water
8. Water circulator
9. Heat exchanger
10. Steam

Diagrama esquemàtic del reactor avançat refrigerat per gas. Tingueu en compte que l'intercanviador de calor es troba dins del recipient a pressió combinat de formigó armat amb acer i l'escut de radiació.

El prototip AGR va entrar en funcionament a Windscale el 1962, però el primer AGR comercial no va entrar en línia fins al 1976. Entre 1976 i 1988 es van construir un total de catorze reactors AGR en sis emplaçaments. Tots ells estan configurats amb dos reactors en un mateix edifici, i cada reactor té una potència tèrmica de disseny de 1.500 MW t impulsant un conjunt turbina-alternador de 660 MWe. Les diferents estacions AGR produeixen sortides en el rang de 555 MWe a 670 MWe, encara que algunes funcionen a una producció inferior a la de disseny a causa de les restriccions operatives.

## Disseny AGR

Mida del reactor AGR en comparació amb altres tecnologies

L'AGR es va dissenyar de manera que les condicions finals de vapor a la vàlvula de tancament de la caldera fossin idèntiques a les de les centrals elèctriques de carbó convencionals, per la qual cosa es podria utilitzar el mateix disseny de la planta turbogeneradora. La temperatura mitjana del refrigerant calent que surt del nucli del reactor es va dissenyar per ser 648 °C (1,198 °F). Per tal d'obtenir aquestes altes temperatures, però assegurar una vida útil del nucli de grafit (el grafit reacciona amb el CO 2 a alta temperatura) un flux de refrigerant reentrant a la temperatura inferior de sortida de la caldera de 278 S'utilitzen °C per refredar el grafit, assegurant que les temperatures del nucli de grafit no varien massa de les vistes en una estació Magnox. La temperatura i la pressió de sortida del sobreescalfador es van dissenyar per ser de 2.485 psi (170 bar) i 543 °C.
El combustible són pastilles de diòxid d'urani, enriquides al 2,5-3,5%, en tubs d'acer inoxidable. El concepte de disseny original de l'AGR era utilitzar un revestiment a base de beril·li. Quan això va resultar inadequat a causa de la fractura fràgil, el nivell d'enriquiment del combustible es va augmentar per permetre les pèrdues més altes de captura de neutrons del revestiment d'acer inoxidable. Això va augmentar significativament el cost de l'energia produïda per un AGR. El refrigerant de diòxid de carboni circula pel nucli, arribant a 640 °C (1,184 °F) i una pressió d'uns 40 bar (580 psi), i després passa a través de conjunts de caldera (generador de vapor) fora del nucli, però encara dins del recipient a pressió de formigó armat amb folre d'acer. Les barres de control penetren al moderador de grafit i un sistema secundari consisteix a injectar nitrogen al refrigerant per absorbir neutrons tèrmics per aturar el procés de fissió si les barres de control no entren al nucli. S'inclou un sistema d'aturada terciari que funciona mitjançant la injecció de perles de bor al reactor en cas que el reactor s'hagi de despresuritzar amb barres de control insuficients baixades. Això significaria que la pressió de nitrogen no es pot mantenir.
L'AGR va ser dissenyat per tenir una alta eficiència tèrmica (proporció d'electricitat generada/calor generada) d'aproximadament un 41%, que és millor que un modern reactor d'aigua a pressió (PWR) amb una eficiència tèrmica típica del 34%. Això es deu a la temperatura més alta de sortida del refrigerant d'uns 640 °C (1,184 °F) pràctic amb refrigeració per gas, en comparació amb uns 325 °C (617 °F) per a PWR. Tanmateix, el nucli del reactor ha de ser més gran per a la mateixa potència de sortida, i la consumició de combustible de 27.000 MW(th) dies per tona per al combustible tipus 2 i fins a 34.000 MW(th) dies per tona per a combustible robust a la descàrrega és inferior a els 40.000 MW(th) dies per tona de PWR de manera que el combustible s'utilitza de manera menys eficient, contrarestar l'avantatge de l'eficiència tèrmica.
L'AGR estava pensat per ser una alternativa britànica superior als dissenys de reactors d'aigua lleugera nord-americans. Es va promocionar com un desenvolupament del disseny Magnox d'èxit operacional (si no econòmicament), i va ser escollit entre una multitud d'alternatives britàniques competidores: el reactor de temperatura molt alta refrigerat amb heli, el reactor d'aigua pesada de generació de vapor i el reactor de reproducció ràpida. - així com els reactors americans d'aigua lleugera a pressió i aigua bullint (PWR i BWR) i dissenys canadencs CANDU. El CEGB va realitzar una avaluació econòmica detallada dels dissenys competidors i va concloure que l'AGR proposat per a Dungeness B generaria l'electricitat més barata, més barata que qualsevol dels dissenys rivals i les millors centrals de carbó.